# Stanisław Jakimionek
Stanisław Jakimionek (ur. 22 listopada?/5 grudnia 1911 w Kronsztadzie, zm. 13 lutego 1945 w rejonie Nadarzyc) – polski oficer, uczestnik II wojny światowej w szeregach Armii Czerwonej i Wojska Polskiego.

## Życiorys
Urodził się w rodzinie robotniczej, jego ojciec pracował w porcie w Kronsztadzie. Edukację zakończył, na poziomie szkoły powszechnej i pracował jako cieśla. W 1933 roku został powołany do służby wojskowej w Armii Czerwonej. Po ukończeniu kursu oficerskiego w Witebsku, powierzono mu obowiązki dowódcy kompanii. Po ataku III Rzeszy na Związek Radziecki nadal był dowódcą kompanii, a od 1943 roku szefem sztabu batalionu w szkole oficerskiej. 
W maju 1943 roku jako żołnierz narodowości polskiej został skierowany do armii polskiej utworzonej w ZSRR. Powierzono mu dowództwo batalionu, którym dowodził w czasie bitwy pod Lenino. 
Z 7 pułkiem piechoty przeszedł szlak bojowy przez ziemie polskie. Poległ w czasie walk z armią niemiecką na Wale Pomorskim w rejonie Nadarzyc. Pochowany został na cmentarzu wojskowym założonym obok wsi Nadarzyce.